# Јосефув Дул (Млада Болеслав)
Јосефув Дул (чеш. Josefův Důl) је насељено мјесто са административним статусом сеоске општине (чеш. obec) у округу Млада Болеслав, у Средњочешком крају, Чешка Република.

## Становништво
Према подацима о броју становника из 2014. године насеље је имало 458 становника.